# Hans von Tschammer und Osten
Hans von Tschammer und Osten (ur. 25 października 1887 w Dreźnie, zm. 25 marca 1943 w Berlinie) – niemiecki żołnierz, lider SA oraz, deputowany do Reichstagu z ramienia NSDAP z okręgu 10 – Magdeburg w latach 1932–1942, działacz sportowy, sędzia sportowy.
Hans von Tschammer und Osten po przejęciu w Niemczech władzy przez nazistów w 1933 roku został sekretarzem stanu w Ministerstwie Spraw Wewnętrznych Rzeszy oraz Reichssportführerem – osobą odpowiedzialną za rozwój sportu w III Rzeszy. Wkrótce przekształcił kierowaną przez siebie jednostkę w rządowy organ – Stowarzyszenie Rzeszy Niemieckiej ds. Ćwiczeń Fizycznych (DRL). W 1937 roku została przemianowana w Narodowosocjalistyczny Związek Rzeszy Niemieckiej ds. Ćwiczeń Fizycznych. Sprawował tę funkcję do swojej śmierci w 1943 roku. Lubił nazistowskie festiwale sportowe, których był nawet organizatorem. Pojawiał się jako widz w białym garniturze podczas masowych pokazów nazistowskich widowisk.
W 1935–1943 rozgrywki Pucharu Niemiec w piłce nożnej nosiły imię Tschammera – Tschammerpokal (Puchar Tschammera). Po wznowieniu rozgrywek w 1953 roku zmieniono nazwę na DFB-Pokal, jednak wiele innowacyjnych ulepszeń dotyczących organizacji wydarzeń sportowych, wprowadzonych pod kierownictwem Tschammera, takich jak m.in.: sztafeta olimpijska, jest używanych do dziś.

## Życiorys
Hans von Tschammer und Osten urodził się w rodzinie ziemiańskiej. Po ukończeniu edukacji w szkole wyższej zgłosił się jako ochotnik do Armii Cesarstwa Niemieckiego do walki na froncie podczas I wojny światowej. W czasach Republiki Weimarskiej, 1929 roku wstąpił do SA, zostając Gruppenführerem – liderem grupy, awansując w 1931 roku na pułkownika.

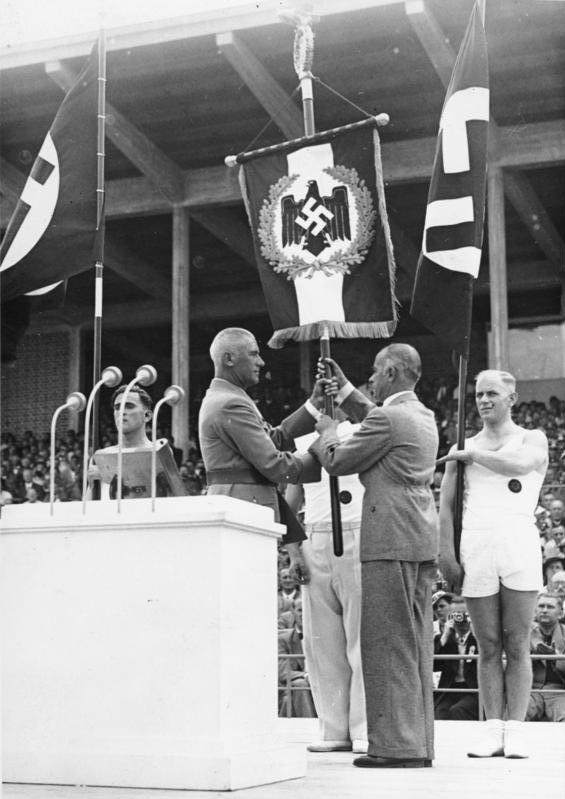
Hans von Tschammer und Osten (z lewej) i Wilhelm Frick (z prawej) podczas Niemieckiego Festiwalu Gimnastyki i Sportu w 1938 roku.

Von Tschammer został wkrótce komisarzem Komitetu Rzeszy Niemieckiej ds. Ćwiczeń Fizycznych (DRA), gdzie kierował „Komisją Rzeszy Niemieckiej ds. Ćwiczeń Fizycznych”, a po dojściu w 1933 roku Adolfa Hitlera rozwiązał jednostkę i wkrótce przekształcił kierowaną przez siebie jednostkę w rządowy organ – Stowarzyszenie Rzeszy Niemieckiej ds. Ćwiczeń Fizycznych (DRL). 19 lipca 1933 roku został Reichssportführerem – osobą odpowiedzialną za rozwój sportu w III Rzeszy. Ta funkcja obejmowała również kierownictwo nad DOSB (Niemiecki Komitet Olimpijski). Celem Tschammera było wykorzystanie sportu „w celu poprawy morali i produktywności niemieckich pracowników”. Umiejętności sportowe stały się kryterium ukończenia szkoły, a także niezbędnymi kwalifikacjami do wykonywania niektórych zawodów i przyjmowania na uniwersytety, a także zahartowanie sportowego ducha każdego Niemca oraz sprawienie, by obywatele III Rzeszy poczuli się częścią celu narodowego, zgodnie z ideałami „ojca ćwiczeń fizycznych” – Friedricha Ludwiga Jahna, który wiązał hartowanie własnego ciała ze zdrowym duchem i propagował ideę silnych, zjednoczonych Niemiec, a także zademonstrowanie wyższości fizycznej Aryjczyków.
W 1934 roku z inicjatywy von Tschmmera Arno Breitmeyer i osobisty fotograf Adolfa Hitlera – Heinrich Hoffmann stworzyli opublikowany przez wydawnictwo Niemieckiego Funduszu Pomocy Sportowej, będącą wówczas jedną z filii Stowarzyszenia Rzeszy Niemieckiej ds. Ćwiczeń Fizycznych (DRL), dwutomowy (planowano 4 tomy) nazistowski reportaż pt. Sport und Staat, zawierający wiele zdjęć oraz informacji o różnych organizacjach nazistowskich, takich jak m.in.: SA, NSKK, BDM, Hitlerjugend. W 1935 roku z inicjatywy von Tschmmera odbyła się pierwsza edycja Pucharu Niemiec w piłce nożnej, który za jego kadencji nosiło jego imię – Tschammerpokal (Puchar Tschammera), a pierwszym triumfatorem rozgrywek został FC Nürnberg, który 8 grudnia 1935 roku w finale rozegranym na Rheinstadion w Düsseldorfie wygrał 2:0 z Schalke Gelsenkirchen.
W 1936 roku za kadencji von Tschammera w III Rzeszy odbyły się dwie najważniejsze imprezy sportowe: zimowe igrzyska olimpijskie w Garmisch-Partenkirchen (organizację powierzył Karlowi Ritterowi von Haltowi – mianowanemu przewodniczącemu Komitetu Organizacyjnego) oraz letnie igrzyska olimpijskie w Berlinie, podczas których wraz z Carlem Diemem – byłym sekretarzem w Komitecie Rzeszy Niemieckiej ds. Ćwiczeń Fizycznych (DRA), odegrał ważną w organizacji tej imprezy. Wkrótce był obwiniany przez historyków za egzekwowanie zakazu udziału nie-Aryjczyków w niemieckiej reprezentacji olimpijskiej, co zostało potępione na arenie międzynarodowej jako naruszenie olimpijskiego kodeksu etycznego. Jednak wątpliwe jest, aby Tschammer tę dezycję miał podjąć samodzielnie.
Mimo odegrania ważnej roli podczas letnich igrzysk olimpijskich 1936 oraz w świecie sportu w tamtych czasach, von Tschammer nigdy nie został członkiem MKOl-u, o czym marzył. W 1937 roku zamiast von Tschammera, Karl Ritter von Halt został wybrany na członka Komitetu Wykonawczego MKOl-u. Wkrótce von Tschammer również zaczął tracić wpływy w NSDAP mimo bycia z najważniejszych osób tej partii. Przygotowania wojenne, które zostały rozpoczęte 1 września 1939 roku, w dużym stopniu mogłyby mieć bardzo negatywny wpływ na rozwój sportu w III Rzeszy na rzecz militaryzmu.

## Śmierć
Hans von Tschammer und Osten zmarł na zapalenie płuc 25 marca 1943 roku w Berlinie. Majątek, który po sobie zostawił, był znikomy dla człowieka na jego stanowisku. Następcą von Tschammera na stanowisku Reichssportführera został zastąpiony przez Arno Breitmeyera.